# رون دافنبورت
رون دافنبورت (بالإنجليزية: Ron Davenport)‏ هو لاعب كرة قدم أمريكية أمريكي، ولد في 22 ديسمبر 1962 في سومرست (برمودا) في المملكة المتحدة.

## وصلات خارجية
- رون دافنبورت على موقع مرجع كرة القدم المحترفة.كوم (الإنجليزية)